# حميض
الحُمَّيْض  أو الحُمَّيْضَة أو حمبيز أو حُمّاض، واسمه العلمي Rumex vesicarius، هو نوع من الحُمَّاض.
الحميض نبات حولي لحمي تقريباً، أخضر شاحب، ثنائي التفرع، أوراقه مدورة عند الطرف الطليق، بيضية ومستطيلة لها ما بين ثلاثة عروق إلى خمسة للأزهار.
وأحياناً نتوءات ملتحمات. يتراوح ارتفاعه ما بين 10 - 30 سم، ثماره مجنحة ذات لون أخضر مصفر في بدايات تكوينها ثم تصبح بلون زهري لامع أو أحمر عند النضوج، ينتشر النبات في الاراضي الرملية المتامسكة وفي المنحدرات الصخرية وأحيانًا في السهول.

## الاستعمال
الجزء المستعمل: النبات كاملاً والجذور.
الاستعمال: فاتح للشهية ومدر للبول وقابض، وتستعمل الأوراق والسيقان الطرية كالخضار، يهديء عصيره ألم الأسنان، ويوقف الغثيان، ويفتح الشهية. والنبات مضاد للدغات العقرب، وتوصف البذور المحمصة لعلاج الدستاريا كما تستعمل لعلاج أثر لدغة الثعبان.